# Selekcja szkolna
Selekcja szkolna, selekcja pedagogiczna, dobór młodzieży szkolnej – stosownie do jej postępów, uzdolnień i zainteresowań – do odpowiednich typów szkół bądź zawodów.
Selekcja przebiega przez cały czas nauki, a jej konkretny sposób zależy od specyfiki systemu szkolnego w danym kraju. Na pierwszym etapie edukacji jest to przede wszystkim selekcja szkolna do szkół specjalnych, obejmująca dzieci z różnymi brakami rozwojowymi, niepełnosprawne i mające trudności w nauce. Pod koniec drugiego stopnia kształcenia selekcja szkolna ma szczególne znaczenie, gdyż dobór uczniów gimnazjum do liceów ogólnokształcących i średnich szkół technicznych wywiera zasadniczy wpływ na ich przyszłe losy, ponieważ wpływa na możliwość zdobycia określonego zawodu. Kolejną, bardzo znaczącą selekcję szkolną stanowi ostatnia klasa szkoły średniej i egzamin maturalny. Na studiach wyższych szczególnie ostra selekcja ma miejsce na pierwszym roku i w końcowej fazie studiów.
Selekcja szkolna może mieć charakter dyskryminacji społecznej o podłożu ekonomicznym lub narodowym/rasowym. 
Proces selekcji szkolnej stanowi integralną część całego procesu kształcenia i wychowania. Jego zewnętrznym wyrazem są różne formy prac kontrolnych, promocje, egzaminy końcowe (matura) i wstępne, kolokwia i egzaminy w szkołach wyższych oraz prace dyplomowe. Selekcja szkolna wiąże się z orientacją szkolną i zawodową, jest niejako jej dalszym ciągiem i ukończeniem. We współczesnych systemach szkolnych selekcja szkolna traci swój negatywny, eliminujący charakter, staje się natomiast wielostronnym procesem kierowania młodzieży do najbardziej dla niej odpowiednich typów szkół i zawodów.